# Embellisia allii
Embellisia allii är en svampart som först beskrevs av Campan., och fick sitt nu gällande namn av E.G. Simmons 1971. Embellisia allii ingår i släktet Embellisia och familjen Pleosporaceae.   Inga underarter finns listade i Catalogue of Life.